# Hershel Greene
Hershel Greene es un personaje ficticio de la serie de cómics de The Walking Dead, es interpretado por Scott Wilson en la serie de televisión estadounidense serie de televisión del mismo nombre. Es el dueño de una granja en Georgia y tiene experiencia en los ámbitos de la veterinaria y la medicina. El personaje de Hershel Greene y la respectiva interpretación de Scott Wilson han obtenido reseñas muy favorables por parte de la crítica especializada y de los fanáticos tanto de la serie de televisión como de la historieta.
Es el propietario viudo de una granja en Georgia y tiene experiencia previa en los campos veterinario. Un devoto cristiano, con una moral intransigente y una actitud obstinada, Hershel sigue siendo ferozmente protector con su gran familia, a pesar de sus muchas pérdidas. Tanto en la serie de cómics como en la de televisión, se lo introdujo inicialmente, salvando la vida de Carl Grimes, el hijo de Rick Grimes después de que su capataz de la granja de Hershel le disparara, Otis, y posteriormente Hershel se convierte en el centro moral del grupo.
En la serie de cómics, Hershel es un agricultor que inicialmente exhibe un comportamiento frío y descarado, antes de abrirse a Rick Grimes y sus compañeros sobrevivientes, demostrando ser un hombre amable de corazón. Se convierte en un hombre profundamente religioso después de la pérdida de su esposa. Extiende la esperanza y la tranquilidad a sus compañeros sobrevivientes, en particular, a su segunda hija, Maggie Greene y a su hijo menor, Billy Greene.
De manera similar, en la serie de televisión, Hershel comienza como veterinario y agricultor, y pronto asesora a Rick Grimes y se demuestra que es un diplomático experto, que a menudo obliga a sus compañeros sobrevivientes a tomar las decisiones correctas adecuadas para ellos. Él cuida profundamente y cuida a sus hijas, Maggie y Beth Greene. En ambos medios, inicialmente desaprueba la relación de Maggie con Glenn y no quería al grupo de Rick, pero con el tiempo Hershel viene a aceptarlos y en especial forma un gran vínculo con Glenn a quien este llega a ver a Hershel como una figura paterna. Hershel incluso le da a Glenn su preciado reloj de bolsillo mientras le ofrece a Glenn su bendición para casarse con Maggie y con el tiempo Hershel llega a ser la brújula moral del grupo. A diferencia de la serie de cómics, Hershel asume un papel mucho más prominente, además de tener una familia significativamente más pequeña (que incluye siete niños en los cómics). Su familia se origina en Irlanda en ambos medios.
Scott Wilson el actor que personifica a Hershel Greene ha obtenido críticas favorables de críticos y fanáticos por igual. El actor Scott Wilson murió el 6 de octubre de 2018 debido a complicaciones de la leucemia.

## Historia
Hershel es descrito como un hombre sumamente religioso y su única razón de existir es la seguridad y la supervivencia de sus hijos: Shawn, Lacey, Arnold, Maggie, Billy y las gemelas Rachel y Susie. Arnold y Lacey son posteriormente devorados por una horda de caminantes, ya que Hershel creía que los caminantes eran personas enfermas y este los mantenía encerrados en su establo con la esperanza de que algún día pudieran ser curados. A consecuencia de su buena voluntad, al principio no quería a Rick y a su grupo debido al desacuerdo sobre los caminantes. Más adelante su amistad con Rick se fortalece y lo invita a mudarse a la prisión en donde sus otras hijas, Rachel y Susie, son asesinadas por Thomas. Como veterinario, tiene experiencia médica que viene muy bien para los supervivientes en varias ocasiones. Muere asesinado por El Gobernador cuando sus secuaces toman por asalto la prisión mientras él y Billy intentaban escapar. Sus últimas palabras, antes de recibir un disparo en la cabeza fueron: "Querido Dios, mátame por favor".

## Adaptación de TV

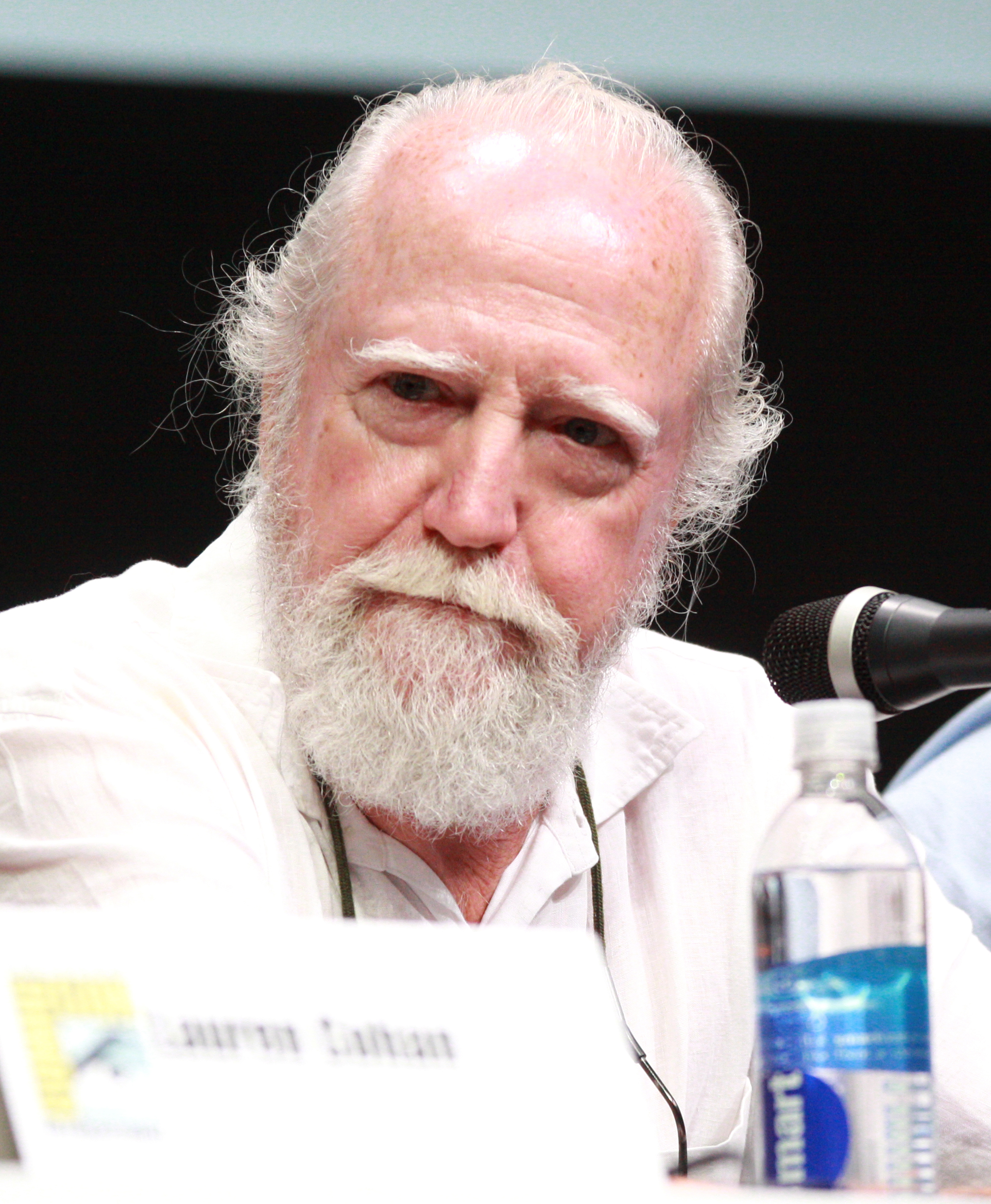
Scott Wilson interpretó a Hershel Greene en la adaptación de la serie televisiva durante casi 3 años consecutivos.

En la serie se describe a Hershel como víctima de un padre alcohólico y abusivo, lo que lo obligó a abandonar su hogar a los 15 años de edad. Más tarde se convirtió en médico veterinario. En algún momento se casó con una mujer llamada Josephine y se acomodó en una granja. En sus primeros años de matrimonio se volvió alcohólico, sin embargo, cuando su hija Maggie nació abandonó el licor.
Cuando Maggie era mayor, su esposa Josephine murió. Este hecho finalmente condujo a Hershel a casarse con otra mujer llamada Annette (que tenía un hijo de un matrimonio anterior llamado Shawn Greene y a su vez adoptado por Hershel) y ambos concibieron a una hija, a quien llamaron Beth. En algún momento después de que comenzara el brote, perdió a Annette y a su hijo adoptivo Shawn, quienes fueron mordidos por los caminantes. Él y el resto de su grupo no se mantenían al tanto de la realidad del mundo exterior. Como resultado de esta creencia errónea, Hershel mantuvo a un gran grupo de caminantes encerrados en un establo cercano, creyendo que eran personas enfermas y que algún día podría curarlos.

### Temporada 2 (2011—12)
Hershel aparece por primera vez en el episodio "Bloodletting", después de que Otis dispara accidentalmente a Carl, Hershel trata al niño lo mejor que puede con la cantidad limitada de equipo, pero tendrá que realizar una cirugía, por lo que Shane y Otis van a buscar más equipo. En el episodio "Save the Last One", después de que Shane y Otis comenzaran a retrasarse en regresar con los suministros médicos, Hershel le informa a Rick y Lori que debían decidir si operarían al niño aun sin el equipo necesario pues ya no podían esperar más, pero afortunadamente en ese momento Shane regresó y lo proveyó de lo que necesitaba. Tras enterarse de la muerte de Otis, Hershel decidió omitir contarle a Patricia lo que había ocurrido puesto que la necesitaría íntegramente para la cirugía, y finalmente, luego de operar a Carl con éxito, le brindó sus condolencias a la viuda y estuvo allí para consolarla.
En el episodio "Cherokee Rose", Hershel ayuda a organizar la búsqueda del grupo de la hija desaparecida de Carol, Sophia. Cuando los sobrevivientes se establecen en la granja mientras Carl se recupera, Hershel está atento a su influencia, en particular hacia el comportamiento agresivo de Shane y la visión hostil de los caminantes por parte del grupo. Él hace un trato con Rick para continuar brindándoles refugio, siempre que se mantengan alejados del establo. En el episodio "Chupacabra", Hershel también desconfía de la cercanía de Maggie con Glenn, y se impacienta ante otras dificultades que el grupo ha estado causando. En el episodio "Secrets", Dale se enfrenta a Hershel acerca de los caminantes que había estado guardando en el establo, pero Hershel se defiende afirmando que siente que son simplemente gente enferma. En el final de mitad de temporada "Pretty Much Dead Already", Rick se enfrenta a Hershel sobre el granero, pero Hershel exige que Rick y su grupo abandonen la granja dentro de una semana. Con impaciencia, Shane abre la puerta del granero, y el grupo extermina a los caminantes que él había cautivado tan desesperadamente, incluyendo a su esposa y su hijo, así como a Sophia, dejando totalmente horrorizados al grupo.
En el episodio "Nebraska", Hershel se hunde en una profunda depresión, huyendo y volviendo a sus viejos hábitos alcohólicos. Rick y Glenn lo encuentran en un bar, pero cuando dos supervivientes de otro grupo llegan se produce una confrontación violenta que termina en la muerte de los dos extraños.  En el episodio "Triggerfinger", otros miembros de este grupo vienen en busca de sus dos miembros faltantes, dando lugar a un tiroteo. Uno de ellos, Randall, se queda atascado en una valla, pero Rick, Glenn y Hershel salvan su vida y lo llevan de vuelta a la granja. En el episodio "Judge, Jury, Executioner", Hershel le regala a Glenn una reliquia familiar que simboliza su aprobación de la relación de Glenn con su hija Maggie. En el episodio "Better Angels", Hershel acepta al grupo de Rick y les ofrece estancia en su granja. En el episodio final de temporada, "Beside the Dying Fire", cuando una horda de caminantes invaden su propiedad, él lucha con uñas y dientes para defenderse de ellos, aunque todo termina siendo en vano. Al final se ve obligado a retirarse con Rick y Carl, sin saber si alguien más ha salido de su propiedad con vida. Si bien la mayor parte del grupo comienza a dudar sobre el liderazgo de Rick a la luz de los recientes acontecimientos, Hershel tiene confianza sólida en él, creyendo que deberían siguen moviéndose juntos como un grupo.

### Temporada 3 (2012—13)
En el estreno de la tercera temporada "Seed", aproximadamente ocho meses después, Hershel sigue siendo un miembro activo del grupo ya que continuamente se mueven alrededor de refugio en refugio. También se ha dejado crecer la barba y el cabello. Mientras que hacen una limpieza en la prisión, es mordido en el tobillo y la parte baja de la pierna pero Rick le amputa inmediatamente la pierna. En el episodio "Sick", Rick y los demás salvan a Hershel de un estado crítico y sobrevive. Él muestra signos positivos de recuperación, y más tarde recupera la conciencia. En el episodio "Killer Within", Hershel se ha recuperado, y es capaz de moverse con muletas, mientras que Lori y Carol encuentran para él en algún lugar de la prisión. La celebración se interrumpe por una horda de caminantes, lo que resulta la muerte de T-Dog, así como la muerte de Lori durante el nacimiento de su bebé Judith. En el episodio "Say The Word", Hershel habla con Glenn mientras que Glenn cava tumbas para Lori y T-Dog. En el episodio "Hounded", Hershel nombra a sí mismo a la función de asegurar el bienestar de Judith y Carl, mientras que Rick es frecuentemente ausente del grupo (tanto física como mentalmente). En el episodio "When The Dead Come Knocking", Hershel le cura la herida de bala a Michonne. En el final de mitad de temporada "Made to Suffer", Hershel permite a Carl investigar la llegada del grupo de Tyreese y Sasha. En el estreno de mitad de temporada de "The Suicide King", Hershel discute con Rick que Tyreese y su grupo tenga una estancia, pero Rick se niega. En el episodio "Home", Hershel sugiere a Glenn que el grupo necesita salir de la prisión con la amenaza que se aproxima de El Gobernador. En el episodio "I Ain't a Judas", Hershel se vuelve cada vez más frustrado con Rick debido a su incapacidad para escuchar la razón y lo concreto, pero sin embargo él sigue ayudándolo en este momento difícil en su vida. En el episodio "Arrow On The Doorpost", Hershel y Daryl van a lo largo como apoyo para Rick que se reúne con el Gobernador para hacer un arreglo diplomático; Hershel pasa el tiempo conversando con Milton mientras que Daryl habla con Martínez. En el episodio "This Sorrowful Life", Rick confía a Hershel que El Gobernador afirma que va a dejar que el resto del grupo de prisión pueda vivir si entregan a Michonne, pero Hershel se niega a ser una parte de esto. Glenn le pide permiso a Hershel casarse con Maggie, y Hershel les da su bendición. En el final de temporada "Welcome to The Tombs", Hershel observa a Carl cuando Carl fríamente asesina a un niño de Woodbury que entregaba su arma estando reducido. Después del ataque de Woodbury es más, Hershel indignado le dice a Rick sobre el incidente.

### Temporada 4 (2013—14)
En el estreno de la temporada "30 Days Without An Accident", Hershel está en el Consejo en la prisión junto con varios otros, entre ellos Daryl, Glenn, Carol y Sasha. En el episodio "Infected", una enfermedad mortal se desata entre la población del grupo de la prisión. En el episodio "Isolation", Hershel discute con Rick que le permita tratar a los enfermos, sin dudas Rick finalmente acepta. En "Internment", Hershel continúa tratando la enfermedad y finalmente, logra curarla cuando el grupo de Daryl regresa con los antibióticos que Hershel había recomendado. En el final de mitad de temporada "Too Far Gone", Hershel y Michonne son secuestrados por El Gobernador y su nuevo grupo. Rick aboga por el nuevo grupo a unirse con él, diciendo: "Cualquiera puede cambiar". Esto motiva a Hershel una sonrisa sabiendo que su consejo ha hecho cambiar a Rick. Susurrando el Gobernador le dice a Rick "Mentiroso!," El Gobernador le corta la garganta a Hershel con la Katana de Michonne, el enfrentamiento empieza en un fuerte tiroteo. No mucho tiempo después de la pelea se desata, los secuaces del Gobernador derriban las vayas de la prisión, Hershel en el suelo, de pronto llega El Gobernador golpeando repetidamente a su cuello con la katana hasta que lo decapita, para horror de Beth y Maggie. En el episodio "After", se ve la cabeza reanimada de Hershel quien lo descubre Michonne después del ataque a la prisión (Y a su vez también se observa el cadáver de El Gobernador). Michonne tristemente mira la cabeza reanimada de Hershel y con remordimiento le pone fuera de su miseria. En el episodio "A", Hershel aparece varias veces durante el episodio en los flashbacks.

### Temporada 7 (2016)
En el episodio estreno de temporada The Day Will Come When You Won't Be,  después de ver a Negan asesinar brutalmente a Abraham y Glenn, un Rick traumatizado experimenta flashes de memoria de varias personas que ha conocido y perdido desde el brote ocurrido, incluyendo Hershel quien aparece en los flashbacks de Rick junto con sus hijas Maggie y Beth.

### Temporada 9 (2018)
Hershel aparece en el episodio de la novena temporada "What Comes After" en una de las alucinaciones de Rick mientras se abre camino, gravemente herido, de regreso al complejo de Alexandria. La actuación de Wilson en este episodio fue su última aparición en pantalla; murió el 6 de octubre de 2018, poco después de que se filmó el episodio, de leucemia.

## Casting
Scott Wilson† fue anunciado oficialmente en el papel el 25 de junio de 2011, junto con sus compañeros de reparto Lauren Cohan y Pruitt Taylor Vince.
Cuando Robert Kirkman decidió matar al personaje de Hershel en la serie televisiva, reveló lo siguiente: 

Él representaba la moral compasiva del grupo y siempre es bueno perder esa moral. Todo se aclarará cuando finalmente se estrene la segunda parte de la cuarta temporada. No era suficiente que estos personajes perdieran la prisión. También tenían que sentir algún tipo de pérdida más importante y Hershel era importante para todos. Visto de ese modo, tiene sentido que lo sacara de escena para ver como afectaba esta pérdida a los demás personajes. Así que habrá muchas cosas interesantes por venir.

En Talking Dead se reveló que inicialmente Hershel sería asesinado por Randall en el episodio Better Angels durante su escape. Sin embargo, los productores decidieron permitir que el personaje viviera para poder explorar el potencial dramático de perder su granja.